# Onopordum boissierianum
Onopordum boissierianum là một loài thực vật có hoa trong họ Cúc. Loài này được Raab-Straube & Greuter mô tả khoa học đầu tiên.